# 카스페르 뵈겔룬
카스페르 뵈겔룬 닐센(덴마크어: Kasper Bøgelund Nielsen, 1980년 10월 8일 ~ )은 덴마크의 전직 프로 축구 선수로, 라이트백으로 활약했으며 특히 네덜란드 클럽 PSV 에인트호번과 독일 클럽 보루시아 묀헨글라트바흐에서 활약한 것으로 알려져 있다.
뵈겔룬은 덴마크 국가대표팀에서 17경기에 출전했으며, 2002년 FIFA 월드컵과 UEFA 유로 2004에서 덴마크를 대표했다.

## 구단 경력
오덴세에서 태어난 뵈겔룬은 지역 1부 리그 팀인 오덴세 BK에서 유소년 축구를 시작했다.
1997년 3월, 뵈겔룬은 덴마크인 감독 프랑크 아르네센이 이끄는 네덜란드 클럽 PSV 에인트호번에 영입되며 첫 번째 프로 계약을 맺었다. 그는 1998년 1월, PSV에 합류한 후 2년간 2군에서 뛰었으며, 2000년 3월, 에릭 헤러츠 감독 아래 1군 데뷔 전을 치렀다. 2001–02년 시즌에는 PSV에서 리그 24경기에 출전하며 돌파구를 마련했다. 2002–03년 시즌에는 PSV의 2003년 에레디비시 우승 멤버로 활약했다. 2004년 가을 부상을 당한 이후, 뵈겔룬은 PSV의 주전 자리를 잃었고, 그 자리는 안드레 오이여르가 대신했다. 해당 시즌은 PSV가 2005년 에레디비시와 KNVB 베커르 두 대회를 모두 우승하며 마무리되었다.
2005년 여름, 그는 독일 분데스리가의 보루시아 묀헨글라트바흐로 이적했다. 2005년 8월 27일, 뵈겔룬은 샬케 04를 상대로 골을 기록했으며, 이 골은 2006년 1월, 독일 방송사 ARD로부터 올해의 골로 선정되었다. 묀헨글라트바흐는 2007년에 2. 분데스리가로 강등되었지만, 뵈겔룬은 팀에 잔류했다.
뵈겔룬은 2008년 여름 덴마크로 복귀하여, 덴마크 수페르리가의 디펜딩 챔피언인 AaB와 계약했다. 그는 AaB 소속으로 2008-09년 UEFA 챔피언스리그에 출전했다.

## 국가대표팀 경력
오덴세에서 활약하던 시절, 뵈겔룬은 여러 덴마크 유소년 국가대표팀에서 주장으로 활약했으며, 1996년 덴마크 올해의 U-17 선수상을 수상했다.
PSV에서 두각을 나타낸 후, 그는 2002년 2월, 덴마크 국가대표팀에 처음으로 발탁되었으며, 국가대표팀 감독 모르텐 올센의 부름을 받았다. 그는 2002년 FIFA 월드컵 덴마크 국가대표팀의 일원으로 참가하였고, 대회에서 덴마크가 치른 네 경기 중 두 경기에 교체 출전하였다. 그는 UEFA 유로 2004에도 덴마크 대표로 선발되었으며, 이 대회에서도 교체 선수로 출전하였다. 조별 리그 세 번째 경기에서는 전반전이 끝난 후 니클라스 옌센과 교체되어 출전하였고, 이후 덴마크의 탈락 직전 마지막 경기에서는 옌센을 대신해 선발로 출전하였다.
2004년 가을 부상 이후, 뵈겔룬은 덴마크 국가대표팀 내 입지를 잃었다. 그는 2007년 8월, 묀헨글라트바흐 소속으로 한 경기에 출전하며 대표팀에 복귀하였고, 2008년 가을에는 AaB 소속으로 두 경기에 더 출전하였다.